# 야쓰오정
야쓰오정(八尾町)은 도야마현 네이군에 설치되었던 정이다. 현재의 도야마시에 해당한다.
2004년 4월 1일에 (구) 도야마시, 후추정, 오사와노정, 오야마정, 야마다촌, 호소이리촌을 신설 합병해 (신) 도야마시가 성립하였다

## 지리
야쓰오 지명은 팔방 능선이 합류하는 부분이었던 데서 유래한 것으로 보이며, 실제로 팔미 시가지 부분에서 
여러 개의 능선 및 골짜기가 모여든다. 산촌부에 위치해 있었다.

## 교통

### 철도
- 서일본 여객철도
  - 다카야마 본선

### 도로
- 호쿠리쿠 자동차도
- 국도 471호선
- 국도 472호선

### 버스
- 도야마 지방 철도